# Володиевцы (Черневецкий район)
Володиевцы (укр. Володіївці) — село на Украине, находится в Черневецком районе Винницкой области.
Код КОАТУУ — 0524982301. Население по переписи 2001 года составляет 1045 человек. Почтовый индекс — 24123. Телефонный код — 4357.
Занимает площадь 4,164 км².

## Религия
В селе действует храм Рождества Пресвятой Богородицы Черневецкого благочиния Могилёв-Подольской епархии Украинской православной церкви.

## Адрес местного совета
24120, Винницкая область, Черневецкий р-н, с. Володиевцы, ул. Колгоспна, 8